# Gertrude Eisenmann

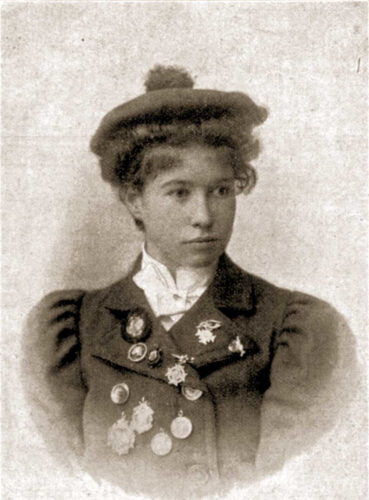
Gertrude Eisenmann (um 1898)

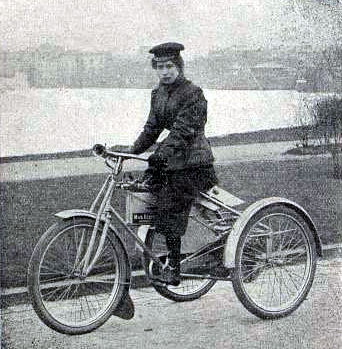
Eisenmann im Jahre 1886/87 auf einem Humber-Dreirad mit einem de-Dion-Motor

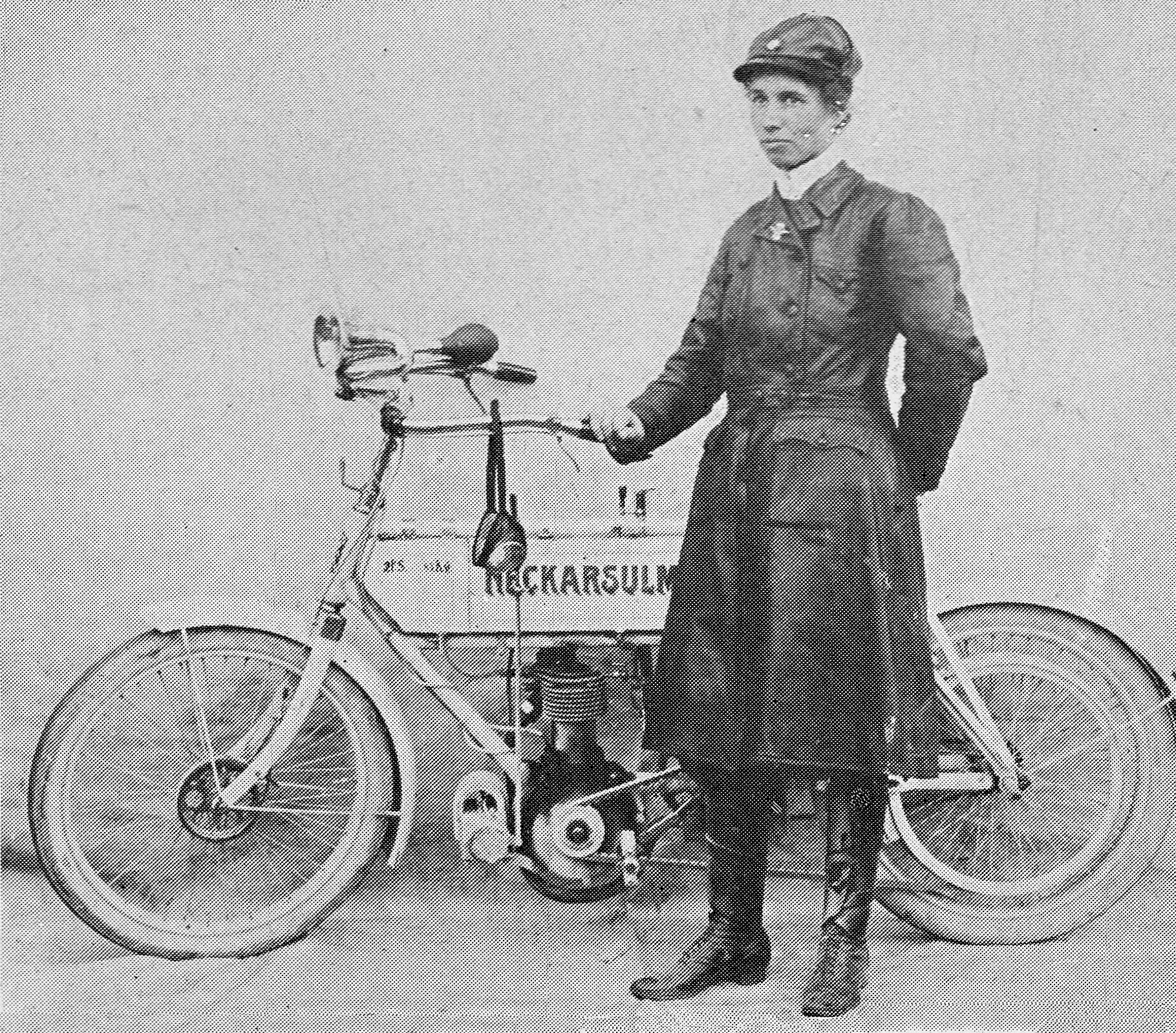
Mit einem NSU-Motorrad (1904)

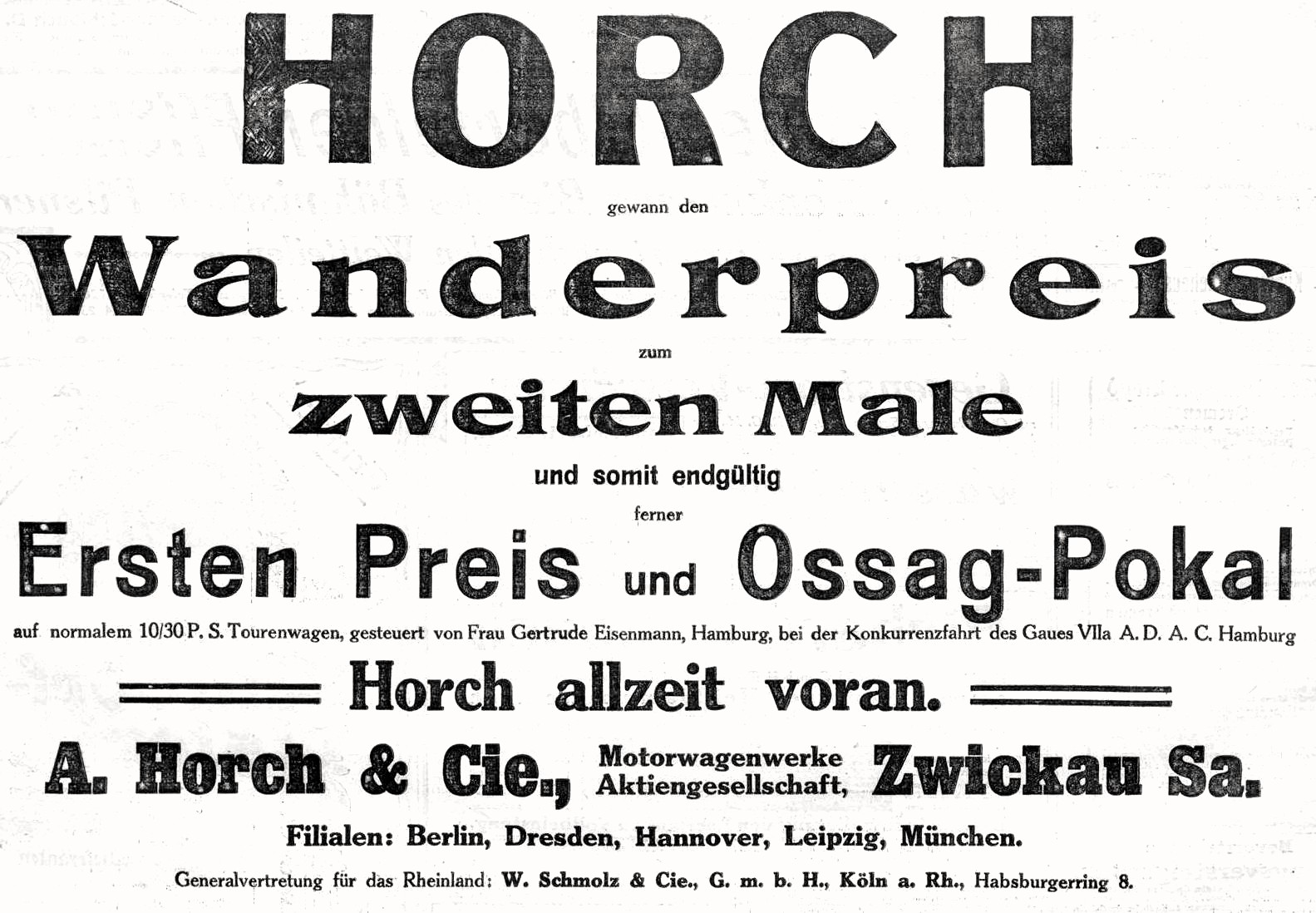
Werbung für Horch mit der Fahrerin Eisenmann (Oktober 1913)

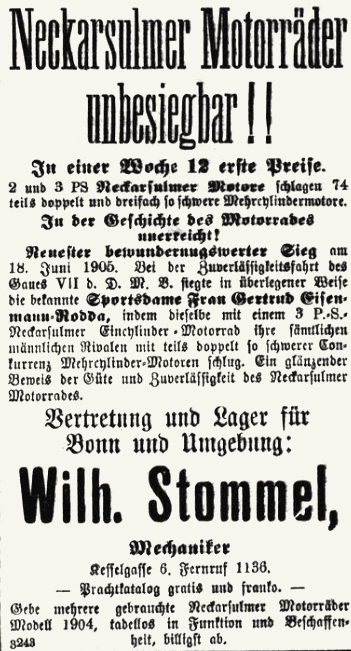
NSU-Annonce in der Bonner Volkszeitung (1905)

Gertrude Evelyn Mary Eisenmann, geborene Rodda (* 21. Dezember 1875 in Littlehampton, Sussex; † 15. Januar 1933 in Hamburg), war eine deutsch-britische Radsportlerin, Motorsportlerin und Reiterin.

## Biographie

### Herkunft
Gertrude Rodda war die nichteheliche Tochter der in Stepney geborenen Hannah Rodda und – so wird vermutet – des zu seiner Zeit bekannten britischen Arztes Geoffrey Pearl. Die Mutter wurde 1854 geboren und wuchs in den Armenvierteln des Londoner East Ends auf. Nach bisherigen Erkenntnissen arbeitete sie mit etwa 20 Jahren als Hausmädchen und wurde mit Gertrude schwanger. Sie heiratete anschließend drei Mal, zuletzt einen höheren türkischen Beamten, nachdem sie (als eine der ersten Britinnen) zum Islam konvertiert war. Einer ihrer Söhne, Ahmet Robenson, gilt in der Türkei als Sportlegende: Er war der erste Torhüter, der für Galatasaray Istanbul spielte, und er führte Basketball und das Pfadfindertum im Osmanischen Reich ein.
Laut Geburtsurkunde wurde Gertrude Rodda im Arun View Hotel in Littlehampton in Sussex geboren, der Name des Vaters ist nicht genannt. Nach Angaben im damaligen Census wuchs sie zunächst im Haushalt ihres mutmaßlichen Vaters auf und nach dessen Tod bei weiblichen Verwandten von ihm auf einer Farm in Suffolk. Pearl starb 1884 und hinterließ Gertrude Rodda, die „angesehene Tochter von Hannah Robinson“, gut versorgt: Die Treuhänder wurden angewiesen, 5000 Pfund für die Erziehung und Ausbildung von Gertrude anzulegen. Im Alter von 21 Jahren oder nach einer Eheschließung sollte sie Auszahlungen aus dem Kapital erhalten. 1891 lebte sie unter dem Namen „Gertrude Robinson“ mit ihrer Mutter, die nach mehreren Jahren Aufenthalt in Indien nach England zurückgekehrt war, gemeinsam in Brighton.

### Radsport
Um Deutsch zu lernen, ging Gertrude Rodda nach Hamburg; das genaue Jahr ist unbekannt. Dort begann sie, Radrennen und -touren zu fahren. So erschien am 15. Oktober 1898 ein von „Miss Rodda“ verfasster Artikel unter der Überschrift „Auf dem Rade durch die deutschen Gaue“ in der Zeitschrift Die Radlerin, der aus dem Englischen übersetzt worden war. Am 27. August 1900 nahm sie an einem Rennen von Hadersleben nach Schnelsen über 250 Kilometer teil. Acht Teilnehmer, darunter Rodda, gingen an den Start und durften auf der Strecke Automobilen als Schrittmacher folgen. Eine Hamburger Zeitung berichtete: „Eine großartige, für eine Dame wohl einzig dastehende Leistung vollbrachte Miß Rodda. Die junge Engländerin fuhr durchschnittlich 27 km in der Stunde und landete als Dritte. Am Ziel wurde sie ohnmächtig und mußte vom Rad gehoben werden.“ Ihre Leistung  mit einer Zeit von 8:59:40 (entspricht einer Durchschnittsgeschwindigkeit von 27,8 km/h), die „auch für einen Sportsmann glänzend zu nennen wäre“, ist umso beachtlicher, denn „[i]n wirklich guter Verfassung langte nur der Sieger ein, alle Anderen waren mehr oder minder erschöpft“.

### Motorsport
Anfang des 20. Jahrhunderts schloss der Deutsche Radfahrer-Bund Frauen von offiziellen Radrennen aus, und Gertrude Rodda wandte sich dem Motorsport zu. 1901 heiratete sie den gebürtigen Heidelberger Max Eisenmann (* Dezember 1861), der aus einer deutsch-jüdischen Familie stammte und seit 1895 in Hamburg mit Fahrrädern, später mit Motorrädern und von 1905 bis 1907 auch mit Autos handelte. Die Eheschließung erfolgte am 26. Juli 1901 im englischen Fulham. Eisenmann, selbst ein geübter Sportler im Turnen und Ringen, war 13 Jahre älter als seine Frau und es war seine zweite Ehe. Beide Eisenmanns waren begeisterte Motor-, später auch Reitsportler. Beim Hamburger Blumenkorso 1903 anlässlich des 20. Bundestages des Deutschen Radfahrerbundes nahmen auch eine Reihe von Automobilen teil. Der Wagen der Firma Max Eisenmann & Co erhielt den ersten Preis, einen silbernen Humpen:

„Das Automobil wurde von Frau Max Eisenmann gefahren, welche dasselbe in sachkundiger Weise sicher durch die dicht mit Zuschauern  besetzten Straßen lenkte. Die Hamburger haben sich an dieses Bild schon gewöhnt, weil kaum ein Tag vergeht, wo man nicht diese Dame in ihrem Automobil fahren sieht.“

1902 kam die gemeinsame Tochter Georgina zur Welt. Im selben Jahr bestand Gertrude Eisenmann die Führerscheinprüfung, obwohl diese erst ab 1910 obligatorisch war.
Max Eisenmann war noch mindestens bis 1923 selbst im Motorsport aktiv; damals nahm er als Industriefahrer mit einem Mercedes an der Hamburger Zuverlässigkeitsfahrt teil.
Gertrude Eisenmann nahm auf einem frühen NSU-Motorrad an Rennen teil. Ihr erstes führte sie von Stuttgart nach Kiel, eine Strecke von 835 Kilometern. Sie beendete das Rennen mit der zweithöchsten Durchschnittsgeschwindigkeit aller Teilnehmer, obwohl sie wegen Nichtfunktionierens der Pumpe dreimal während der Fahrt das Öl aus dem Ölbehälter heraussaugen und in den Motor hineinpusten musste, wie sie später berichtete. Im März und April 1905 gehörte sie zu den 92 Fahrern einer 3000-Kilometer-Preis-Fernfahrt, organisiert von der Zeitschrift Deutscher Motorradfahrer, bei der die Kilometer gezählt wurden, die mit einem motorisierten Fahrzeug absolviert worden waren. Die Fahrer wurden in Gruppen aufgeteilt und Eisenmann belegte in ihrer Platz eins. Etwas später gewann sie mit einer NSU das 600-Kilometer-Rennen Eisenach-Berlin-Eisenach mit einer (für die damalige Zeit) erstaunlichen Durchschnittsgeschwindigkeit von 42 km/h in schwierigem Gelände und auf schlechten Straßen. NSU erkor sie anschließend zur Werbefigur für ihre Marke. Bei den Rennen trug sie wegen des Wetters häufig ein full dress (eine Art Ganzkörperoverall), der „so unendlich der Krinoline entfernt stand“, dass die Zuschauer Probleme gehabt hätten, die einzige Frau unter den Startern auszumachen. Am 12. August 1905 siegte sie beim Kesselbergrennen in „Klasse 1 der Motorzweiräder bis 3½ Pferdekräfte […] mit der Marke »Neckarsulm«“.
1905 schrieb Gertrude Eisenmann in der Zeitschrift Das Motorrad: „Die vielen Lobspenden, mit denen ich überschüttet werde, sind nicht berechtigt“. Für sie sei es selbstverständlich, dass Frauen zügig Motorrad fahren. „Es wundert sich doch niemand darüber, wenn eine Ente schwimmt.“
Schließlich wechselte Eisenmann zum Automobil und beteiligte sich auch damit an Rennen und Fernfahrten, oft begleitet von ihrem Terrier „Dickey“. So nahm sie bei der von der Deutschen Motorfahrer-Vereinigung vom 23.–25. August 1906 veranstalteten „Tourenfahrt für kleine Wagen“ in Klasse III (Wagen bis 2.500 ℳ; entspricht heute etwa 19.000 EUR) mit einer Minervette teil, wurde Erste und erhielt die große goldene D.-M.-V.-Medaille. Bei der 1. Prinz-Heinrich-Fahrt 1908 war sie als eine von drei Frauen mit der Nummer 7 gemeldet. Vom 16.–19. Juli 1913 nahm sie an der Wagenfahrt des A.D.A.C (einer Zuverlässigkeitsfahrt) mit einem Horch mit 8 PS teil. Sie erhielt eine silberne Plakette.
Über ihre Rennen und Fahrten berichtete sie in anschaulichen Artikeln wie etwa 1903 in der Allgemeinen Automobil-Zeitung über ihre Tour von Hamburg nach Frankfurt und zurück in einem Cudell. In den folgenden Jahren erstellte sie selbst auch Fotos zur Illustration ihrer Berichte. Sie war nach eigenen Angaben Mitglied der Damen-Automobilclubs von Großbritannien und von Irland. Vermutlich 1914 bestritt sie mit der Alpenfahrt ihren letzten großen Wettbewerb mit dem Auto, einem Horch mit 10 PS. 1926 würdigte der Journalist Alex Büttner sie und andere Motorsportlerinnen in der ADAC Motorwelt: „Es klingt fast wie ein Märchen, daß es auch schon damals, zu unserer Väter Jugendzeiten in den neunziger Jahren des vorigen Jahrhunderts eine Dame wagte, die allersten klapprigen Dreirad- und Zweirad-Motorfahrzeuge zu besteigen und zu steuern: Frau Gertrud Eisenmann-Rodda – Hamburg, die wohl die älteste Motorrad und Kraftwagensportlerin ist. […] Was sie als Frau im deutschen Motorsport geleistet, kann nur ermessen, wer selbst zu jenen Zeiten ein Auto oder Motorrad gefahren hat. Ihre Leistungen stehen turmhoch über manchem zu unseren Zeiten errungenen, groß aufgemachten Herrenfahrersieg.“

### Weitere Jahre und Tod
Anschließend machte Gertrude Eisenmann nach einer Ausbildung bei Hans von Heydebreck das Examen zur Reitlehrerin und nahm auch in diesem Sport an Wettbewerben teil. Sie starb am 15. Januar 1933 in Hamburg im Alter von 57 Jahren. Öffentlich wurde verlautbart, sie sei unerwartet einem Herzschlag erlegen, einen Tag nach ihrer Teilnahme an einem Turnier des Uhlendorfer Reitervereins. Ihre Enkelin Gertrude Parschalk gibt in ihrem Buch über ihre Großmutter an, Gertrude Eisenmann habe Suizid begangen, aus Angst vor Repressalien durch die Nationalsozialisten. Das Unternehmen ihres jüdischen Ehemannes Max Eisenmann & Co. wurde 1938/39 arisiert: Das Hamburger Geschäft wurde von einem Unternehmer namens Alfred Kruse übernommen, die Bremer Filiale seines Bosch-Services musste er für 46.000 Reichsmark an den Geschäftsmann Franz Seeling veräußern. Offensichtlich erhielt er diese Summe nicht oder nicht in Gänze, denn er verfügte nicht über genügend Geld, um notwendige Medikamente zu erwerben. Er starb am 27. Mai 1940 in Hamburg an einem durchgebrochenen Magengeschwür.

## Veröffentlichungen (Auswahl)
- Meine Autofahrt von Hamburg nach Frankfurt und zurück. In: Allgemeine Automobil-Zeitung. Band II, Nr. 40. Wien 4. Oktober 1903, S. 9–14 (Digitalisat [abgerufen am 16. Januar 2023]). (Mit Fotos, darunter eines mit Terrier „Dickey“ neben ihr auf einem De-Dion-Wagen)